# 2 Brygada Zaporowa
2 Samodzielna Brygada Zaporowa – związek taktyczny ludowego Wojska Polskiego.
Sformowana w sierpniu 1944 w Bielsku Podlaskim na wzór sowieckich oddziałów specjalnych, tzw. "zagraditielnych otriadow".

## Zadania brygady
Brygada wykonywała dość specyficzne zadania. Czuwała nad porządkiem i bezpieczeństwem na zapleczu jednostek walczących. Przede wszystkim zwalczała wszelkie przejawy dywersji, maruderstwa i dezercji.
Obok tych zadań pododdziały zaporowe pełniły także służbę garnizonową, ochraniając ważniejsze obiekty wojskowe i państwowe.

## Struktura organizacyjna
- Dowództwo i sztab

ppłk Nikołaj Gawryluk od 20 VIII 1944 do 15 I 1945
płk Aleksander Dawydiuk 15 I 1945 - 28 II 1945
płk Onufry Mereszko 8 III - 7 IV 1945
ppłk Aleksander Iwaszkiwicz szef sztabu brygady od 15 IX 1944 do 12 V 1945
(p.o. dowódcy w okresie 28 II - III 1945 i 7 IV - 26 VI 1945r.). 
- grupa manewrowa
- trzy samodzielne bataliony zaporowe

3 batalion operacyjny 2 Brygady Zaporowej został przeformowany na 7 Pułk KBW stacjonujący w latach 1945–1964 w Kielcach.

## Działania
Brygada organizacyjnie wchodziła w skład 1 Armii WP.
Jesienią 1944 stacjonowała w okolicach Warszawy i zabezpieczała tyły armii przed dywersją. W styczniu 1945 wykonała marsz do Bydgoszczy, gdzie chroniła fabrykę prochu i magazyny w Osowej Górze. W połowie marca 1945 w okolicach Gryfic ochraniała ważniejsze linie komunikacyjne i zajmowała się likwidacją rozbitych drobnych grup wojsk niemieckich.
Wiosną 1945 pododdziały brygady pełniły służbę wartowniczą w obozach jeńców wojennych.
W maju 1945 brygada została wyłączona ze składu 1 Armii i przeformowana na 12 samodzielny pułk KBW oraz 7 samodzielny batalion ochrony.
W czerwcu 1945 jednostka KBW przegrupowana została z Myśliborza do Bolesławca.